# Caulastraea tumida
Caulastraea tumida är en korallart som beskrevs av Matthai 1928. Caulastraea tumida ingår i släktet Caulastraea och familjen Faviidae. Inga underarter finns listade i Catalogue of Life.